# Chaetosphaerulina bambusae
Chaetosphaerulina bambusae är en svampart som beskrevs av A. Pande & V.G. Rao 1997. Chaetosphaerulina bambusae ingår i släktet Chaetosphaerulina och familjen Tubeufiaceae.   Inga underarter finns listade i Catalogue of Life.